# 萨瑟纳日
萨瑟纳日（法語：Sassenage，法語發音：[sasnaʒ]）是法国伊泽尔省的一个市镇，位于该省中部，省会格勒诺布尔市区西北，伊泽尔河左岸，属于格勒诺布尔区。

## 地理
萨瑟纳日（45°12'18"N, 5°39'54"E）面积13.31 平方千米，位于法国奥弗涅-罗讷-阿尔卑斯大区伊泽尔省，该省份为法国东南部内陆省份，北起顺时针与安省、萨瓦省、上阿尔卑斯省、德龙省、阿尔代什省、卢瓦尔省和罗讷省。
与萨瑟纳日接壤的市镇（或旧市镇、城区）包括：诺亚雷、昂然、方丹、格勒诺布尔、圣埃格雷沃。
萨瑟纳日的时区为UTC+01:00、UTC+02:00（夏令时）。

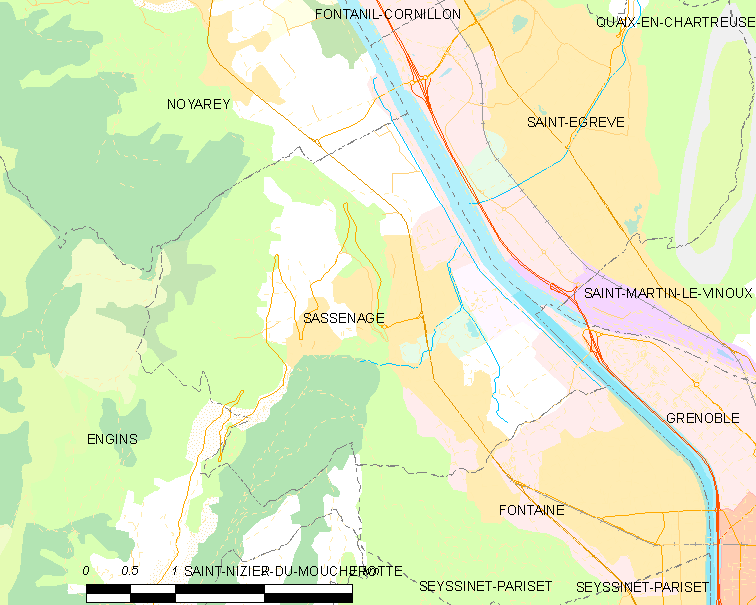
萨瑟纳日的OSM定位图

## 行政
萨瑟纳日的邮政编码为38360，INSEE市镇编码为38474。

## 政治
萨瑟纳日所属的省级选区为方丹-韦科尔县。

## 人口

1962-2008年间萨瑟纳日人口变化图示

萨瑟纳日于2022年1月1日时的人口数量为11579人。